# Grilletto

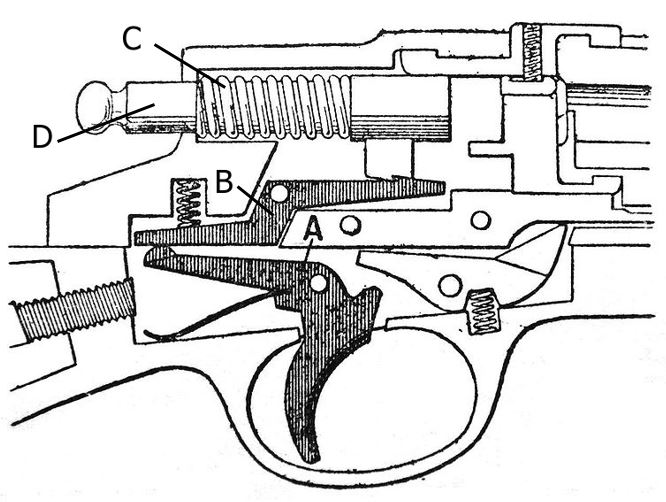
Schema del meccanismo di un grilletto di un fucile bolt-action

Il grilletto, noto anche come leva di scatto, è quella parte esterna del meccanismo di scatto di un'arma da fuoco che consente il rilascio del cane o del percussore, provocando così l'esplosione del colpo. Viene normalmente azionato con il dito indice della mano che impugna l'arma.

## Storia

Illustrazione di un acciarino a pietra focaia (selce), in un'arma ad avancarica:
1.Cane
2.Pietra focaia
3.Martellina
4.Grilletto
5.Scodellino
6.Copriscodellino
7.Canna

Il grilletto nella sua forma e funzione attuale è comparso con l'introduzione dei primi acciarini. Precedentemente, nelle armi a miccia, al suo posto vi era una leva azionando la quale si portava la "serpentina" (recante la miccia accesa) a contatto con la polvere. 
Tale leva fu poi sostituita da un bottone premendo il quale (generalmente con il pollice) la "serpentina" scattava in basso, ma la scarsa praticità di questo sistema portò all'adozione del grilletto "moderno", di uso assai più comodo. Tutti gli acciarini a ruota (che nel secolo XV sostituirono quelli a miccia) furono dotati di normali grilletti in tutto simili agli attuali.

## Funzionamento
Il grilletto può agire in due modi per procurare lo sparo, a seconda che l'arma sia ad azione singola o doppia: nel primo caso, la sua unica azione è quella di rilascio del cane pre-armato (detto anche abbattimento del cane), nel secondo, c'è la doppia azione di armamento e di abbattimento del cane. Nelle armi a doppia azione, la corsa del grilletto è più lunga e più dura, perché nella sua prima parte di azione deve provocare l'armamento del cane, vincendo la forza della molla, e nei revolver deve fare anche ruotare il tamburo. Nei revolver a doppia azione non è necessario sollevare il cane manualmente, ma a differenza delle armi semiautomatiche, ogni colpo sparato necessita della doppia azione. A differenza delle rivoltelle, le pistole semiautomatiche utilizzano in pratica lo scatto ad azione singola, per tutti i colpi dopo il primo, permettendo una grande rapidità di fuoco e diventando un sistema più adatto per la difesa personale. La singola azione permette di avere una corsa di azionamento del cane estremamente breve ed una forza d'azione inferiore ad uno scatto in doppia azione; perciò questo tipo di funzionamento è particolarmente adatto e ricercato nel tiro di precisione. 

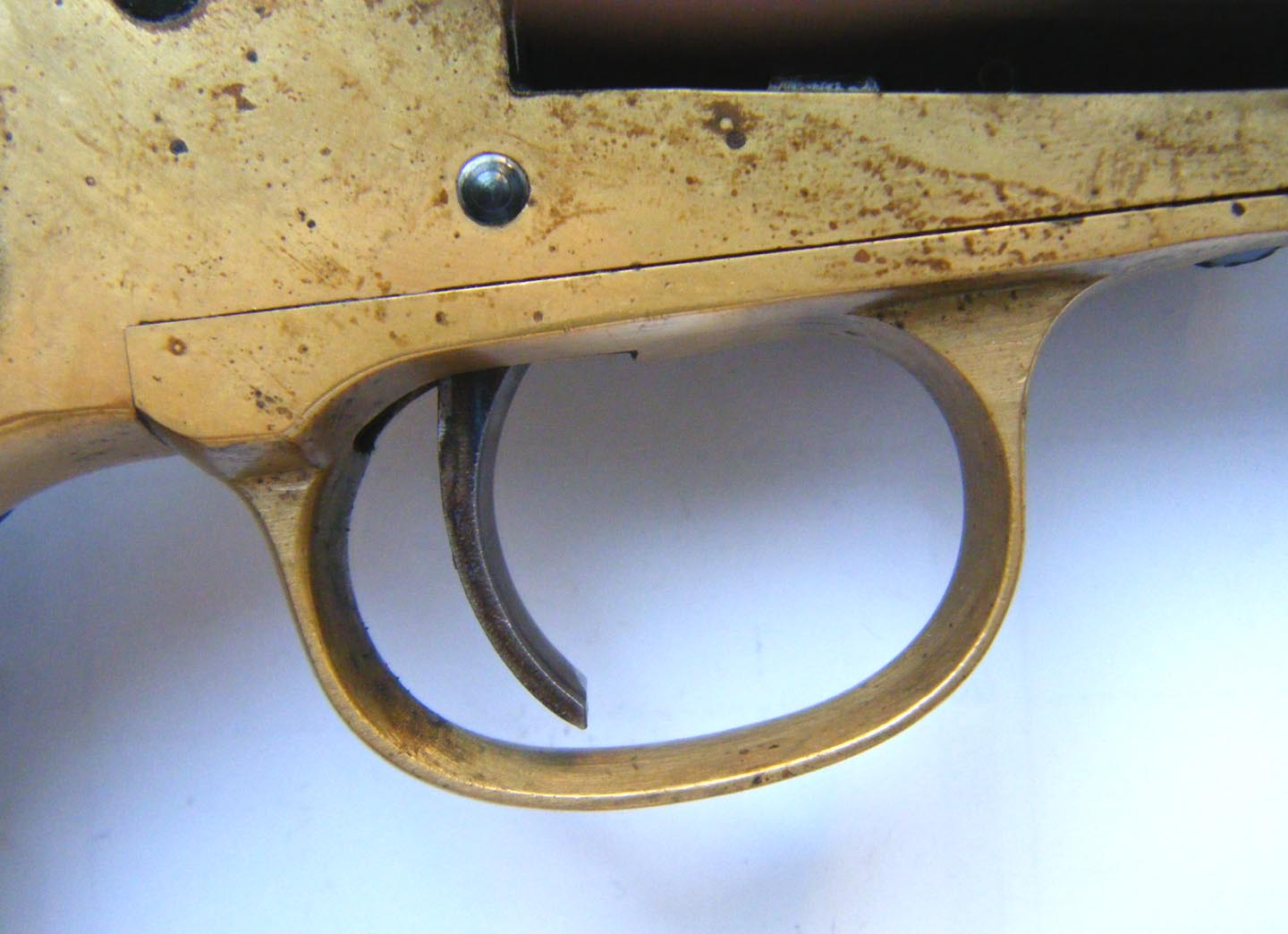
Grilletto di arma ad azione singola. Lo spazio retrostante è ridotto a causa della modalità di sparo

Tipici esempi di armi ad azione singola sono, la Colt Single Action Army per i revolver, e la Colt M1911 tra le semiautomatiche. Esempi ad doppia azione sono le Beretta 92 ed M9 e le Walther P38 e PPK, più quasi tutte le rivoltelle moderne. 
Alcune armi lunghe da caccia a due canne posseggono due grilletti (uno per canna) e sono dette "bigrillo". In alcune per tiro di precisione può essere invece presente uno stecher che pur avendo l'apparenza di un grilletto è in realtà un alleggeritore di scatto. In pratica, prima di premere il grilletto, si aziona lo stecher che permette la partenza del colpo soltanto sfiorando il grilletto in modo da far sì che l'arma sia meno soggetta a movimento.
Generalmente il grilletto è protetto da un arco in metallo o anche in polimero (detto "ponticello") che, pur permettendone agevolmente l'uso, rende difficile una pressione accidentale su di esso dovuta ad esempio a urti.

## Grilletto invernale
Alcune armi, in particolar modo i fucili, possono essere dotati di un grilletto accessorio ripiegabile a scomparsa, che permette un uso agevole dell'arma anche con l'uso di guanti, in alcuni casi come per il fucile da battaglia Beretta BM 59 tale grilletto veniva usato anche per l'uso delle granate da fucile.